# 100 Gecs
100 Gecs (estilizado como 100 gecs) es un dúo estadounidense de música experimental conformado por Dylan Brady y Laura Les. Ambos crecieron en St. Luis, ciudad en Misuri y estuvieron implicados en la música electrónica de la ciudad. Se conocieron en un fiesta en 2012. Dylan vive en Los Ángeles, y Laura en Chicago. 100 Gecs lanzó su primer álbum de estudio 1000 Gecs en mayo del 2019, seguido del álbum de remezclas 1000 Gecs and the Tree of Clues en julio de 2020. Su segundo álbum, 10000 Gecs, fue lanzado en 2023.

## Detrás de escena

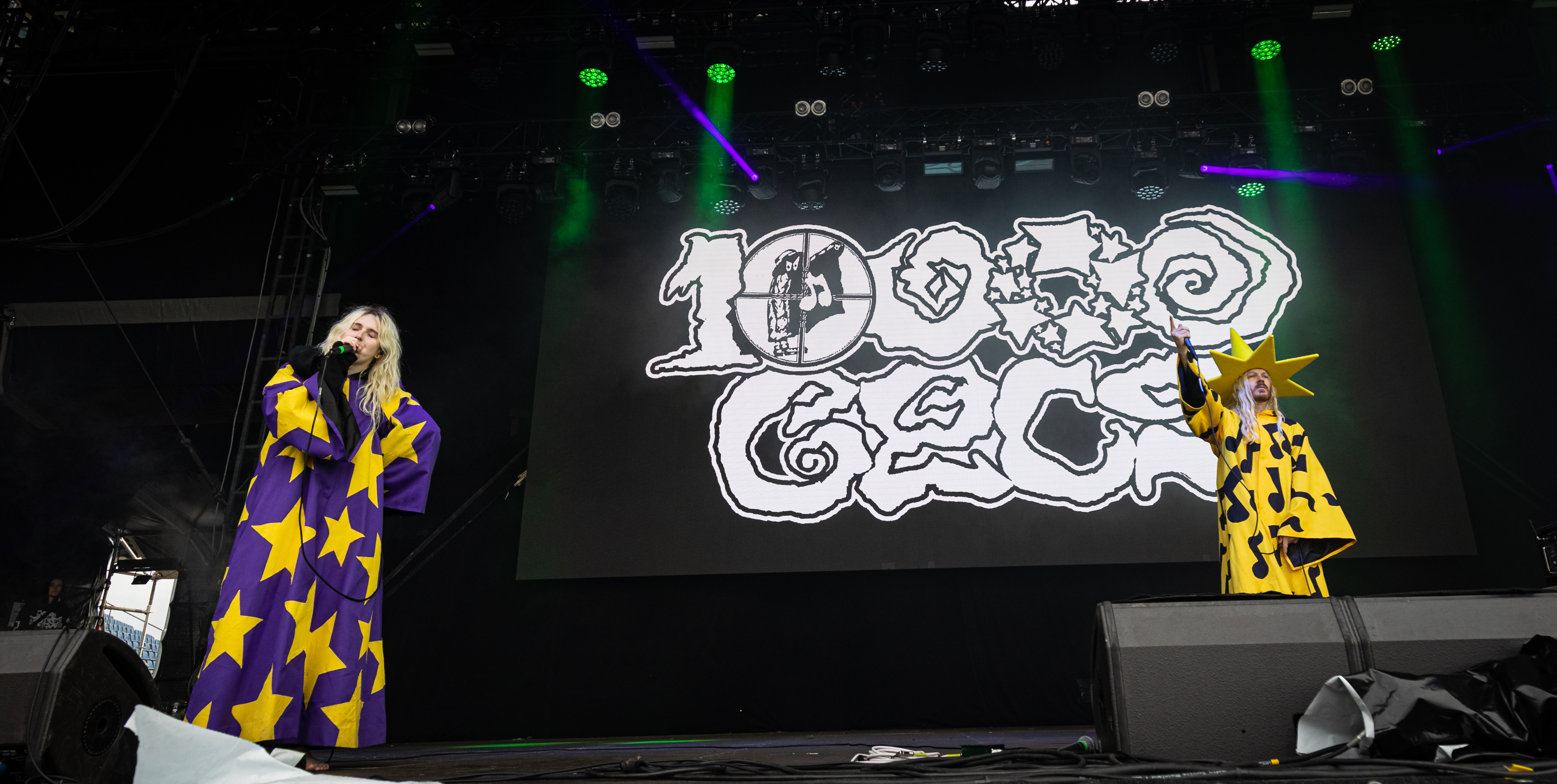
100 Gecs - Rock am Ring 2022

El dúo trabaja enviando archivos y pistas creadas a través de Logic Pro mezclando y produciendo canciones entre los dos. Su música ha sido llamada como "una agresión anárquica en las orejas", toman elementos del pop punk, nightcore, ska, dubstep, deconstructed club, trance, metal, y happy hardcore, y es echada a una gran batidora de internet", resultando en canciones con docenas de golpes y beats, que cambian de tiempo, en una manera que recuerda un poco a Kid606, o a Venetian Snares", también puede ser comparable con la música que produce PC Music y con la banda Sleigh Bell.
En el invierno de 2015, Les y Brady produjeron sus primeras canciones juntos, grabando en Chicago. Finalmente publicaron su primer EP, "100 Gecs", en julio del 2016. A pesar de sus planes para grabar más música,  eran incapaces de encontrar tiempo para hacerlo, hasta que tuvieron un set de DJ juntos para el Minecraft Fire Festival de 2019; luego de esta colaboración, continuaron trabajando en canciones y publicaron su álbum debut "1000 gecs" en mayo, con varias críticas positivas. En septiembre del 2019, se anunció que 100 Gecs y slowthai abrirían para BROCKHAMPTON en su tour ''Heaven Belong to You Tour'', más tarde ese año; 100 Gecs también encabezó seis espectáculos adicionales propios en varias ciudades a lo largo de la gira.
Dylan además produce y graba música bajo su propio nombre, firmó para Dog Show Records; y con Les, firmaron para 100 Gecs a inicios del 2020. Brady se interesó por la música después de ser parte del coro de su instituto. Estudió ingeniería acústica, en la universidad por tres años, antes de mudarse a Los Ángeles. Dylan ha dicho que el estilo de 100 Gecs está influido por Breathe Carolina, John Zorn y I See Stars, entre otros. En 2019, Brady coprodujo "Click", canción de Charli XCX, para su álbum "Charli" (2019)— Charli XCX explicó que conoció a Brady gracias a sus seguidores, quienes les decían "escucha a [100 Gecs] ahora".
Laura, que anteriormente publicaba música bajo el nombre de osno1, denominó al proceso musical del dúo como "un momento de mucha improvisación" y ha dicho que "intentan divertirse y escribir canciones que les gustaria escuchar", añadiendo que "la idea de etiquetarnos en un género no es super importante para nosotros". Les se interesó en hacer música desde adolescente, cuando tuvo su primer guitarra, ha dicho que "siempre quiso ser compositora" y que "ama cualquier cosa que tenga una melodía pegajosa". Ha citado a varios artistas como sus influencias, entre ellos la banda Naked City, PlayboiCarti, 3OH!3, Cannibal Corpse y varios artistas de PC Music. Trabajó en un restaurante y estudió ingeniería acústica, en la universidad de Chicago. Es transgénero.
En la última mitad del 2019, Brady anunció un disco de remezclas titulado "1000 gecs & th3 phant0m m3nac3", producido por varios artistas, incluidos Injury Reserve y A.G.Cook La remezcla de "Money Machine" fue publicado en octubre del 2019, seguido por la remezcla de "745 Sticky", en noviembre de 2019. En enero de 2020, a través de una publicación en Instagram, Laura Les anunció que el título ya no sería "th3 phant0m m3nac3". En febrero, el grupo anunció el nuevo nombre para el disco: "1000 gecs & The Tree of Clues", junto la remezcla de "Ringtone" con Charli XCX, Rico Nasty y Kero Kero Bonito.
En noviembre de 2019, el dúo apareció en Adult Swim, una serie web de FishCenter Live y tocaron las canciones "800db Cloud" y "Stupid Horse" con una pantalla verde que mostraba un acuario.
En 2020 publicaron la remezcla de "gec 2 Ü", con Dorian Electra, y más tarde, la de "Stupid Horse", con GFOTY y Count Baldor.
El 10 de julio de 2020, publicaron "1000 Gecs and the Tree of Clues", su primer álbum de remezclas.

## Discografía
- 2019: 1000 gecs
- 2023: 10000 gecs

## Vídeos musicales
- money machine (2020)
- 800db cloud (2020)
- gec 2 Ü (Remix) [ft. Dorian Electra] (2020)
- stupid horse (Remix) [ft. GFOTY and Count Baldor] (2020)
- hand crushed by a mallet (Remix) [ft. Fall Out Boy, Craig Owens, Nicole Dollanganger] (2020)
- hand crushed by a mallet (2020)
- mememe (2021)
- Doritos & Fritos (2022)

## Visualizers
- money machine (2019)
- ringtone (remix) [feat. Charli XCX, Rico Nasty, Kero Kero Bonito] (2020)
- sympathy 4 the grinch (2020)
- Doritos & Fritos (2022)
- Torture Me (feat. Skrillex) (2022)